# Scholz Erik
Scholz Erik (Budapest, 1926. február 27. – Zsennye, 1995. május 6.) magyar festőművész, grafikus és tanársegéd, aki gazdag és sokrétű életművet hagyott maga után.
Pályafutása a budapesti Képzőművészeti Főiskolán kezdődött, ahol olyan neves mesterek irányítása alatt tanult, mint Szőnyi István és Fónyi Géza.
Karrierje során két alkalommal is Párizsban töltött hosszabb időt (1957, 1958), amely nagy hatással volt művészi fejlődésére. Rövid ideig tanársegédként dolgozott a Képzőművészeti Főiskolán, majd élete második szakaszában Zsennyére költözött, itt élt 1987-től haláláig.
Magánélete fordulatos volt, három házasság is szerepel életrajzában. Gazdag életútját korai, mátyásföldi tanulmányok, sikeres művészi pálya és meghatározó párizsi élmények jellemezték. 

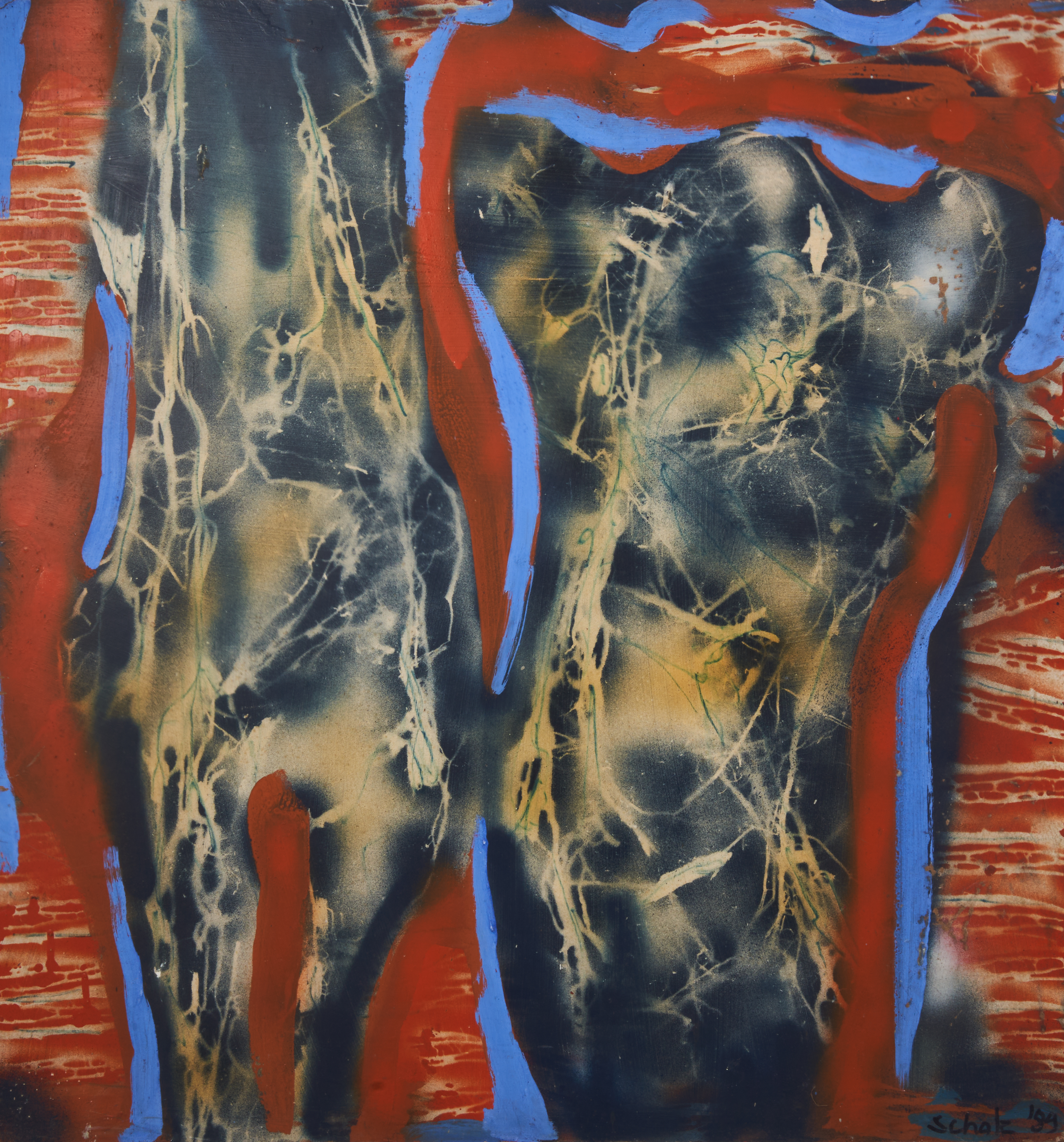
Torzók, Zsennye (1989)

## Korszakai
1. 1950-1963: a realizmus korszaka, a saját út keresésének évei
2. 1964-1988: az alkotó által „asszociatív naturalizmusnak” nevezett korszak
3. 1988-1995: késői művek új technikákkal (Rhizoma, fa hamuval Plexollal)

## Életrajz
- 1926. február 27-én született Budapesten. Édesanyja Lusztig Ágnes, édesapja Scholz Erik, mindketten banktisztviselők.
- 1944. Érettségizett a mátyásföldi Corvin Mátyás Gimnáziumban.
- 1945. Első házassága
- 1946. Fia születése
- 1944-49. A budapesti Képzőművészeti Főiskolán tanult. Mestere Szönyi István, 1948-tól Fónyi Géza volt.
- 1949-50. A Képzőművészeti Főiskolán tanársegéd
- 1957. Fél évet Párizsban töltött.
- 1958. Ismét Párizsban tartózkodott.
- 1973. Második házassága
- 1987-ben letelepedett Zsennyén.
- 1990. áprilisban meghalt második felesége; augusztus - élettársi kapcsolat későbbi harmadik feleségével
- 1995. május 6-án elhunyt.

## Egyéni kiállítások
- 1955. Szombathely, Tudományos Ismeretterjesztő Társulat Klubja
- 1960. Budapest, Csók István Galéria (kat.)
- 1963. Szombathely, Derkovits Gyula Galéria [Képcsarnok]
- 1968. Budapest, Csók István Galéria (kat.)
- 1970. Debrecen, Medgyessy-terem [Képcsarnok]
- 1972. Wiesbaden-Schlangenbad, Galerie Renate Hörmann (Németország)
- 1973. Szolnok, Aba Novák-terem [Képcsarnok] Balassagyarmat, Horváth Endre Galéria
- 1976. Pécs, Ferenczy-terem [Képcsarnok] Balassagyarmat, Képcsarnok Debrecen, Medgyessy-terem [Képcsarnok] Szombathely, Derkovits Gyula Galéria [Képcsarnok]
- 1977. Budapest, Műcsarnok (kat.)
- 1978. Budapest, Csontváry-terem [Képcsarnok]
- 1982. Szombathely, Derkovits Gyula Galéria [Képcsarnok]
- 1985. Pécs, Ferenczy-terem [Képcsarnok]
- 1986. Budapest, Vigadó Galéria (kat.) Budapest, Csepel Galéria
- 1987. Budapest, Jókai Klub
- 1989. Budapest, Csepeli Iskola Galéria Sárvár, Nádasdy-vár
- 1990. Kapuvár, Rábaközi Művelődési Központ Körmend, Művelődési Központ
- 1991. Püspökszentlászló, Deák Zsuzsa Galériája Sárvár, Nádasdy vár Szombathelyi Képtár
- 1992. Várpalota, Nagy Gyula Galéria Pécs, Művészetek Háza
- 1994. Simontornya, Vármúzeum Budapest, Újpest Galéria Budapest, Budapest Galéria Lajos utcai kiállítóháza Balatonalmádi, Városháza, Tetőgaléria
- 1995. Mechelen, Galerij Groot-Begijnhof (Belgium)

## Díjak
- 1948. Kultuszminiszteri díj
- 1950. Munkácsy-díj
- 1952. Magyar-Szovjet Társaság I. díj
- 1961. Csók István emlékére (A Csók István Alkotóközösség díj)
- 1965. Felszabadulási pályázat, Budapest Főváros Tanácsának díja
- 1968. Ezüstgerely pályázat, I. díj
- 1971. I. Magyar Vadászati Világkiállítás I. díj
- 1975. "Mezőgazdaság a képzőművészetben" , kiállítás II. díja
- 1977. Budapest Főváros Tanácsa "Budapesti Művészeti Hetek" emlékérme
- 1980. "Mezőgazdaság a képzőművészetben" , kiállítás I. díja
- 1988. Szombathelyi Képtár nívódíja
- 1995. Vas megyei Tavaszi Tárlat I. díja
- 1996. Szombathelyi Képtár Baráti köre alapítói emlékérem (posztumusz)